# Killer Moth
Killer Moth est un personnage de fiction créé par Bill Finger et Lew Schwartz dans Batman #63 en 1951. Plus qu'un personnage, il s'agit d'une identité qui sera portée par plusieurs individus.

## Biographie fictive

### Cameron van Cleer
Le premier Killer Moth est à l'origine un prisonnier alors uniquement identifié par son matricule, le 234026. Durant son séjour en prison, il lit un article de journal consacré à Batman et décide qu'il deviendra l'Anti-Batman en aidant les criminels de Gotham City à échapper à la police. Dans ce but, il utilise le butin caché de ses vols pour se construire une Mothcave, sur le modèle de la Batcave, dont il a vu des photos dans l'article. Killer Moth se crée aussi une fausse identité, celle d'un milliardaire philanthrope nommé Cameron van Cleer. Sous cette identité, il se lie d'amitié avec Bruce Wayne, l'alter ego de Batman, puis commence sa carrière de Killer Moth, se présentant aux criminels et leur fournissant un Moth-signal infrarouge pour l'avertir en cas de besoin. Au début de sa carrière, il sauve quelques criminels de la police et use de sa Mothmobile pour capturer Batman et Robin, mais le duo s'échappe un peu plus tard jusqu'à un pont où le criminel tombe de plusieurs kilomètres dans la rivière et disparaît. Lors de sa seconde apparition, Killer Moth capture Bruce Wayne et apprend son identité secrète. Cependant, il reçoit une balle dans la tête de la part d'autres criminels, et devient amnésique.

### Drury Walker
On apprend plus tard que le véritable nom de Killer Moth/Cameron Van Cleer est Drury Walker. Walker est un criminel raté que personne ne prend au sérieux. Il adopte à nouveau la double identité de Cameron van Cleer/Killer Moth afin de combattre Batman. Killer Moth forme une équipe appelée The Misfits, contenant des ennemis de Batman de second rang, tels que Catman et Calendar Man, pour faire une nouvelle tentative d'enlèvement sur Bruce Wayne et d'autres personnes importantes de Gotham City. Cette association se montre totalement inefficace, se retournant contre Moth en découvrant qu'il comptait tuer les otages.
Killer Moth fait partie de ceux qui vendent leur âme au démon Neron, et demande en échange à être craint. Pour réaliser son vœu, Neron le métamorphose en une monstrueuse créature, Charaxes. Sous cette forme, il devient une sorte de papillon de nuit géant brun, vaguement humanoïde (qui ressemble aux versions Killer Moth de Teen Titans : Les Jeunes Titans et de Teen Titans Go!), qui se nourrit d'humains et produit des cocons pour y enfermer ses proies. Plus tard, Charaxes se met à pondre plusieurs œufs, qui donnent naissance à des doubles de Drury Walker. Bien qu'il méprise cette progéniture, il est incapable de la détruire. À la suite de sa capture, les doubles Drury sont mis sous la garde du gouvernement. Durant une dispute pour savoir ce que l'on va faire d'eux, ils attaquent un scientifique, et sont tués. Au même moment, Oracle est confrontée à un criminel nommé Danko Twag, qui affirme être le véritable Killer Moth, celui qu'Oracle a vaincu lorsqu'elle était Batgirl, et que Drury Walker n'est qu'un imposteur. Alors qu'il déclare en exultant qu'ils vont former une équipe, elle le capture dans une cellule d'énergie, où il semble s'être désintégré. Charaxes est à moitié déchiqueté par Superboy-Prime durant la Bataille de Metropolis, et supposé mort.

### Le troisième Killer Moth
Un autre Killer Moth fait équipe avec Firefly et Lock-Up. Les origines et la véritable identité de ce nouveau Killer Moth restent inconnues à l'heure actuelle.

### Biographie alternative
Dans la série animée Teen Titans : Les Jeunes Titans, son nom a été traduit en français par La Mite Tueuse. Dans cette version, il s'agit d'un personnage humanoïde, avec les ailes et la tête d'une mite, bien qu'on ignore s'il s'agit d'un costume, puisqu'il ne l'a jamais enlevé. Il est dans cette version bien plus dangereux que dans le comic : c'est un scientifique talentueux et à priori riche, qui possède apparemment une force, une vitesse et une agilité surhumaine, ainsi que la faculté de voler . Il possède une fille, Chaton', humaine capricieuse et gâtée par son père, dont elle est la seule faiblesse. La Mite Tueuse apparaît pour la première fois dans Rendez-vous avec le destin, épisode des Teen Titans dans lequel il crée une armée de mites mutantes capables de dévorer n'importe quelle matière. Usant de cette armée, il demande à être reconnu comme le maître de la ville, et force par chantage Robin à être le cavalier de Chaton au bal (Starfire en est par ailleurs très jalouse, et le manifeste) jusqu'à l'arrivée du bandit Fang, le jeune homme mi humain et araignée qui retrouve Chaton, en vérité Fang est le fiancé de cette dernière. Son plan échoue lorsque Robin détruit l'appareil contrôlant les mites, les ramenant à l'état de larves ; la Mite Tueuse, Fang et Chaton sont mis en prison. . Dans Je peux le garder ?, La Mite Tueuse retrouve Silkie, l'une de ses larves de mites mutantes recueillies par Starfire, et la change en mite géante pour attaquer les Teen Titans. Il est vaincu lorsque Silkie, déchirée entre son attachement à Starfire et sa fidélité envers son créateur, retourne brutalement à l'état de larve.
La Mite Tueuse et sa fille rejoignent tous deux la Confrérie du Mal et attaquent Starfire dans Appel à tous les Titans.

## Description

### Physique
Killer Moth se déguise en sorte de mite géante de toutes les couleurs avec d'immenses ailes, un masque de mite vert et des collants violet et orange.

### Pouvoirs et capacités
À l'origine, Killer Moth ne possède pas de super-pouvoirs, usant à la place, comme Batman, de tout un arsenal d'armes et gadgets de sa conception. Cet arsenal incluait une "Mothmobile", un Moth-signal, et un câble d'acier qui lui permettait de traverser l'air. Il est armé d'un pistolet pouvant créer des cocons de fils gluants qui enveloppent complètement la victime. Ce pistolet peut aussi projeter des grenades.
En tant que Charaxes, il possède une force, une agilité et une endurance surhumaine, un exosquelette le protégeant partiellement des attaques physiques, voir des attaques d'énergie, des griffes tranchantes et des ailes lui permettant de voler. Il secrète une substance collante et acide qui peut immobiliser les hommes les plus forts et dissous leur corps.

## Création du personnage
Parfois traduit La Mite Tueuse en français, c'est un super-vilain de l'univers DC Comics. Dans le comic, cette identité a été endossée par plusieurs personnages de suite, mais il est apparu pour la première fois comme un ennemi de Batman. Killer Moth n'est pas à confondre avec un autre ennemi de Batman, Firefly. Il reste un adversaire récurrent durant l'Âge d'Argent des comics. Il est surtout connu comme étant le premier criminel rencontré par Batgirl dans le Detective Comics #359.

### Origine du nom
Comme dit plus haut, "Killer Moth" signifie "La Mite Tueuse". "Charaxes" est le nom d'une famille de lépidoptères dont font partie les papillons.

## Œuvres où le personnage apparaît

### Comics
- 2003 : Batgirl: Année Un (Batgirl: Year One)

### Jeux vidéo
- Batman: The Video Game
- Batman: Return of the Joker
- Lego Batman : Le Jeu vidéo
- Lego Batman 2: DC Super Heroes

### Séries animées
- Teen Titans (Teen Titans, 2003-2006) avec Thomas Haden Church puis Marc Worden (VF : Michel Vigné puis Pascal Renwick)
- Batman (The Batman, Duane Capizzi, Michael Goguen, 2004-2008) avec Jeff Bennett (VF : Marc Perez)
- Batman : L'Alliance des héros (Batman: The Brave and the Bold, James Tucker, 2008-2011) avec Corey Burton (VF : Marc Perez)

### Films
- Batman : Assaut sur Arkham (Jay Oliva, 2014), Son équipement est aperçu

- Batman : Mauvais Sang (Jay Oliva, 2016) avec Jason Spisak (VF : Thierry Murzeau)